# Sophrosyne
Sophrosyne (stgr. σωφροσύνη) – cnota moralna w etyce starożytnej, oznaczająca umiarkowanie, samokontrolę, samoograniczenie, samowiedzę, panowanie nad sobą, rozwagę. Często przeciwstawiano ją hybris, polegającej na nadmiernej dumie, arogancji, przekraczaniu właściwej miary.
W starożytnym Rzymie została przełożona na łacinę jako łac. temperantia i pod tą postacią stała się jedną z cnót kardynalnych w chrześcijaństwie.

## Historia pojęcia

### Grecja archaiczna

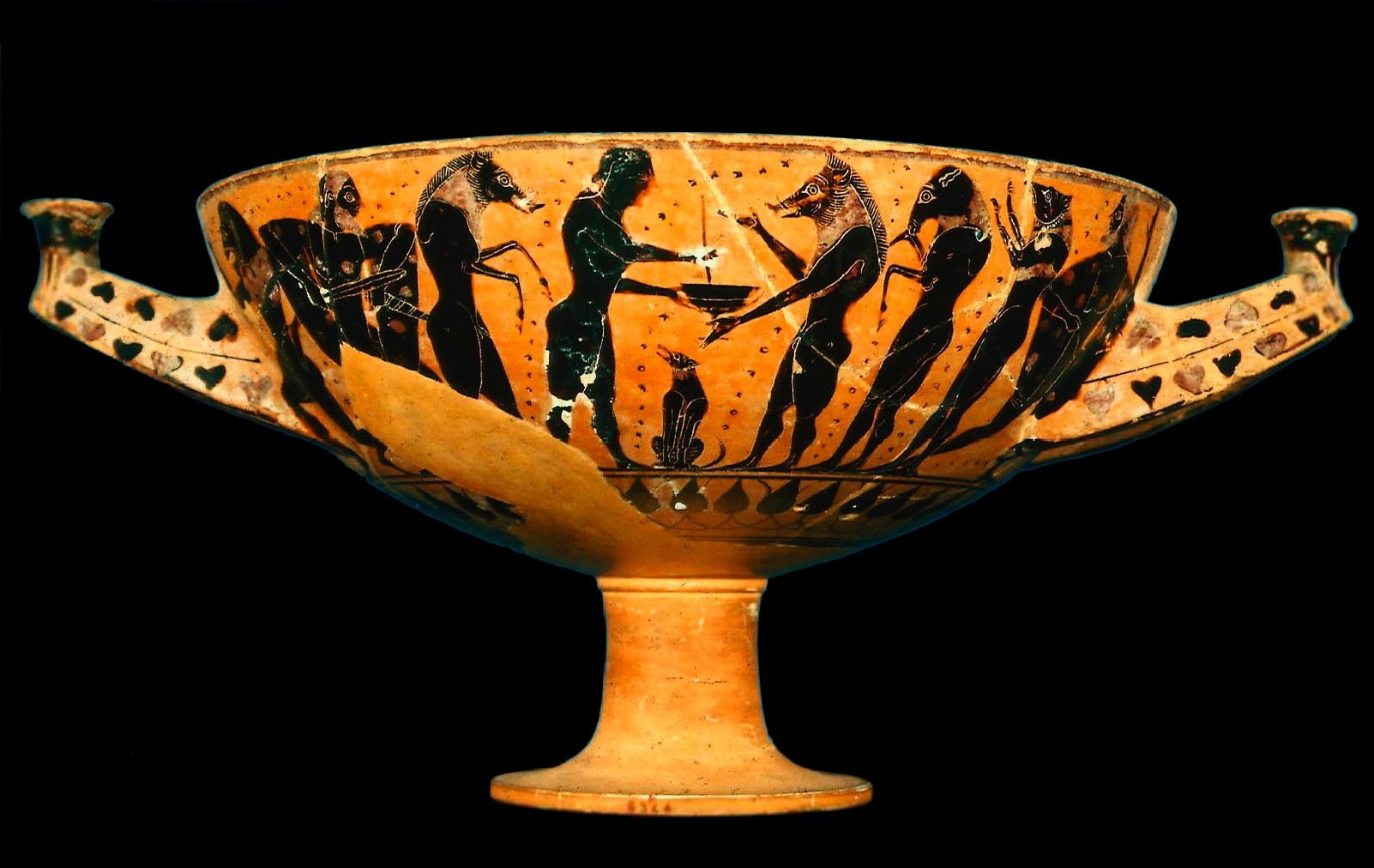
Czarodziejka Kirke zmienia załogę Odyseusza w zwierzęta. Odyseusz, dzięki sophrosyne, opiera się jej i unika tego losu. (kyliks czarnofigurowy, połowa VI w. p.n.e.)

W grece archaicznej słowo występowało rzadko (u Homera jako saophrosyne). Częstszy był przymiotnik stgr. σώφρων (sophron; u Homera saophron), oznaczający kogoś (człowieka czy bóstwo), kto cechuje się rozwagą i trzeźwością myśli albo zachowuje się w zgodzie z własną naturą czy pozycją społeczną.
W późniejszym okresie, gdy sophrosyne stała się ważną cnotą, przypisywano ją wstecznie również bohaterom Homera. Postacią stawianą za wzór tej cnoty był np. Odyseusz opierający się czarowi Kirke czy Nestor będący przykładem sophrosyne nabranej wraz z wiekiem. Była to cnota przypisywana zarówno mężczyznom, jak i kobietom, np. wzorcowym żonom – Penelopie i Andromasze.
W epoce homeryckiej sophrosyne była jedną z cnót podrzędnych, niewpisujących się w areté – cnotę główną bohaterów. W epoce klasycznej, gdy prowadzono życie osiadłe, skupione wokół poleis, handlu i rolnictwa, sophrosyne zaczęła zyskiwać na wadze, stając się jedną z cnót naczelnych, warunkujących posiadanie innych cnót i będących niezbędnym warunkiem dobrego życia. Sophrosyne była cnotą, której zadaniem było okiełznanie bohaterów i uczynienie z nich obywateli.

### Grecja klasyczna

#### Okres presokratejski
Pod koniec okresu archaicznego, w VII-VI w. p.n.e. sophrosyne zaczęła być wiązana z samokontrolą i samowiedzą. Odwoływać się do niej miały niektóre maksymy delfickie (np. Nic w nadmiarze, Bądź sobą, Władaj sobą). Przeciwstawiano ją hybris – nadmiernej pysze, przez którą człowiek wykraczał poza swoją naturę. W mitologii hybris polegała na sięganiu przez człowieka po to, co należy do bogów i była karana przez Apollona. W okresie klasycznym zaczęto ją powszechnie odnosić do relacji między obywatelem a polis. Sophrosyne łączono z rozsądkiem, trzeźwością osądu, właściwym zachowaniem w społeczeństwie, unikaniem ekscesów, podporządkowaniem się dyscyplinie. Stała się cnotą konserwatywną, związaną z utrzymaniem porządku społecznego.
Niektórzy autorzy (Teognis z Megary, Tukidydes) uznawali sophrosyne za cnotę pielęgnowaną przede wszystkim w spartańskiej oligarchii. Również jednak Ateńczycy przypisywali jej wysoką rangę, uznając ją za podstawę swojego ustroju. Ajschylos (m.in. w Oresteji) widział w niej cnotę specyficznie ateńską, podstawę ateńskiej demokracji, pozwalającą kroczyć drogą środka – pomiędzy tyranią a anarchią. Sztuki Sofoklesa eksponowały przeciwieństwo między pełnym umiaru obywatelem a nieposkromioną moralnością bohaterów (Ajas). Rola sophrosyne zaczęła być podkreślana po przegraniu przez Ateny wojny peloponeskiej i następujących po niej rządach Trzydziestu Tyranów, które uznawane były za zdegenerowane. Jako wzór stawiano ideał obywatela: sophron polites, cechującego się umiarkowaniem, przestrzegającego prawa i obyczajów, nie ulegającego rządzom.

#### Sokrates i Platon

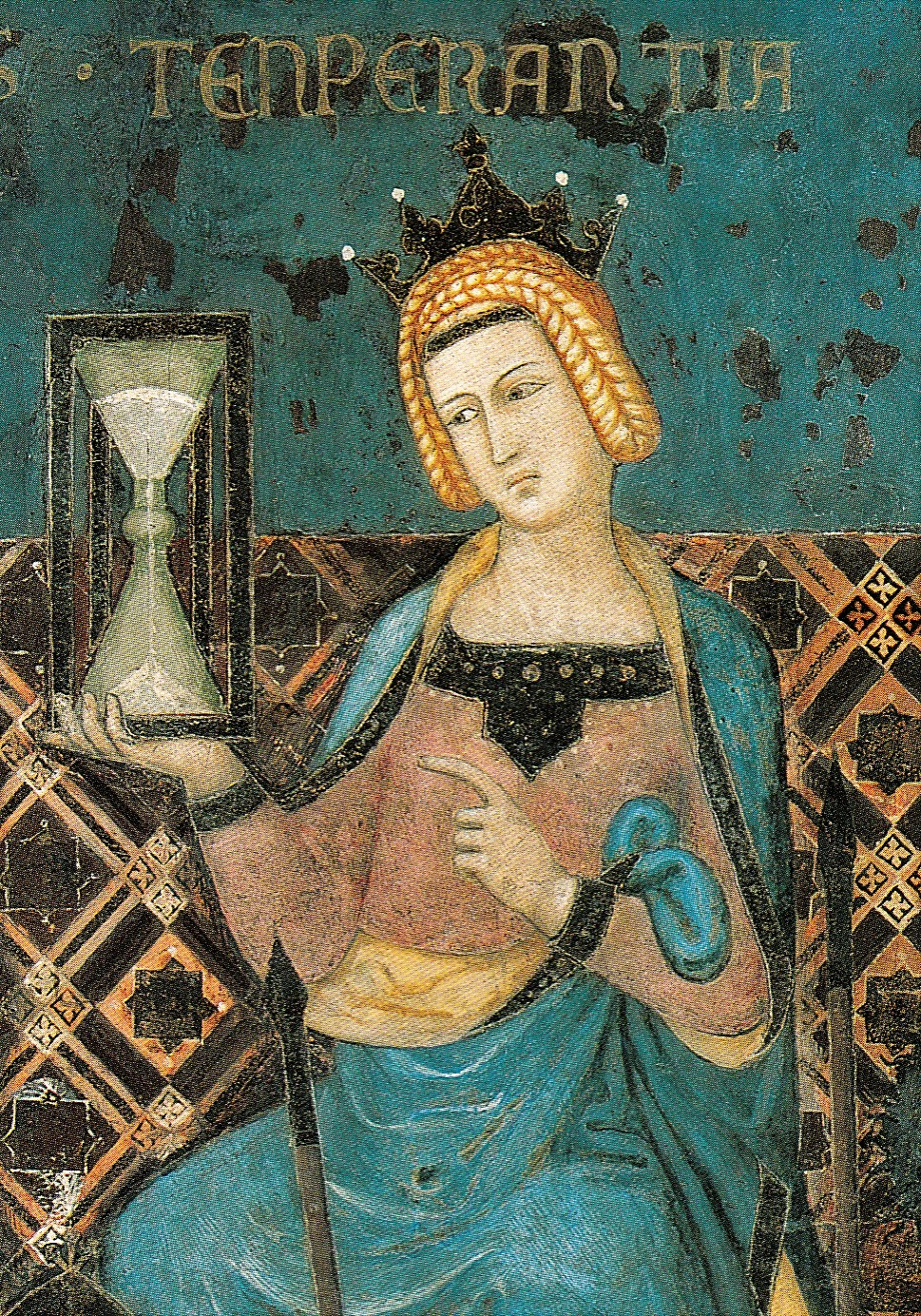
Ambrogio Lorenzetti, Temperantia (1338-1340), fresk przedstawiający cnoty dobrego rządu w Palazzo Pubblico w Sienie. Temperantia trzyma klepsydrę, jako symbol uporządkowanego życia

W V-IV wieku p.n.e. sophrosyne stała się również przedmiotem refleksji filozoficznej. Sokrates, o ile można to wywnioskować z przekazów na jego temat, uznawał za sophrosyne samowiedzę i rygorystyczną samokontrolę, budowaną przez samoograniczenie czy ascezę (askesis). Dla Platona Sokrates był wzorem tak rozumianej sophrosyne, co podkreślił szczególnie w Charmidesie.
Wypracowana później koncepcja samego Platona łączyła wszystkie cnoty w jedną strukturę, w na szczycie której znajdowały się cztery cnoty naczelne: mądrość (stgr. φρόνησῐς – fronesis lub stgr. σοφία – sofia), sprawiedliwość (stgr. Δικαιοσύνη – dikaiosyne), męstwo (stgr. ἀνδρεία – andreia) i umiarkowanie (sophrosyne). Ta koncepcja czterech cnót kardynalnych, zawierająca sophrosyne (później: umiarkowanie), zostanie potem przejęta przez chrześcijaństwo.
Każda z cnót naczelnych odpowiadała zarówno części duszy, jak i społeczeństwa. Sophrosyne dla Platona polegała na samokontroli, ograniczaniu się w zaspokajaniu popędów i żądz, posłuszeństwie, sprawowała więc kontrolę nad pożądliwą częścią duszy i związana była z ludźmi pracy: rolnikami, rzemieślnikami i handlarzami. Dodatkowo, była również cnotą harmonizującą relację między jednostką a polis (i oznaczała szersze uporządkowanie), a tym samym powinna być pielęgnowana również przez pozostałe stany. Ta koncepcja sophrosyne była przez niego rozwijana w takich tekstach jak Państwo, Prawa, Polityk czy Gorgiasz.

#### Arystoteles
W szerokim sensie, cała teoria Arystotelesa może być odczytywana jako ucieleśnienie sophrosyne. Jakakolwiek areté opiera się u niego na umiarkowaniu i samokontroli. Dodatkowo jednak Arystoteles wyróżnia sophrosyne jako jedną z wielu szczegółowych cnót, której zakres jest znacznie bardziej ograniczony aniżeli u wcześniejszych filozofów. Sophrosyne dotyczy ograniczenia trzech żądz cielesnych: jedzenia, picia i seksualności. Jest to cnota „słusznego środka”, pomiędzy dwoma skrajnościami: rozwiązłością czy niepowściągliwością (stgr. ακολασία – akolasia) oraz niewrażliwością, niedostatecznym odczuwaniem czy brakiem potrzeb (stgr. αναισθησία – anaisthēsia). Sophrosyne została tym samym sprowadzona do cielesnego wymiaru i pozbawiona swoich znaczeń politycznych, duchowych czy intelektualnych. W odmiennym znaczeniu cnota pojawia się również w jego Retoryce i Polityce, gdzie w bardziej tradycyjny sposób oznacza umiarkowanie, przeciwstawiane ekscesowi (hybris) i ma charakteryzować ludzi w sile wieku. Jest to pierwsze odniesienie sophrosyne do retoryki, tym istotniejsze, że pisma retoryczne Arystotelesa były główną drogą recepcji nauki o cnotach głównych (kardynalnych) przez kulturę starożytnego Rzymu, a później do autorów średniowiecznych i renesansowych.

### Epoka hellenistyczna
W epoce hellenistycznej poszczególne szkoły rozwinęły odmienne koncepcje sophrosyne, traktując ją jako cnotę instrumentalną, konieczną do osiągnięcia dobrego życia. Dla epikurejczyków byłą ona zdolnością do powstrzymywania apetytu, dzięki której człowiek mógł zachować spokój i odczuwać prawdziwą przyjemność (która była celem). Dla cyników sophrosyne była zbliżona do ascezy surowością życia i obyczajów. Cynickie diatryby, łączące powagę z żartem, określane były jako sophronizon logos. Najbardziej rozbudowane i zróżnicowane koncepcje cnót wypracowane zostały w ramach stoicyzmu. W zasadniczych zarysach koncepcje te oparte były na pismach Platona, a tym samym sophrosyne została jedną z czterech cnót naczelnych, którym pozostałe cnoty są podporządkowane. Filozofowie starej Stoi uznawali wszystkie cnoty za manifestacje fronesis w różnych sytuacjach. Sophrosyne byłą fronesis w kwestiach dokonywania wyboru i unikania. Jako jedna z podstawowych cnót, była rzeczą absolutnie dobrą. Dla mediostoika Panajtiosa sophrosyne była cnotą wyrastającą z instynktu szukania porządku, umiaru i właściwego zachowania, charakterystyczną wyłącznie dla ludzi i odróżniającą ich od zwierząt.

### Starożytny Rzym
Etyka starożytnego Rzymu pozostawała pod silnym wpływem koncepcji greckich. Cyceron, który dokonał latynizacji wielu greckich pojęć filozoficznych, proponował ją tłumaczyć jako temperantia, moderatio, modestia i frugalitas. Najbardziej popularnym przekładem okazała się temperantia. Cyceron usystematyzował i połączył stoickie cnoty z retoryką oraz życiem publicznym, a jego teksty temu poświęcone (De inventione, De officiis) miały ogromny wpływ nie tylko na kulturę Rzymu, ale także na średniowiecze i renesans.

### Chrześcijaństwo

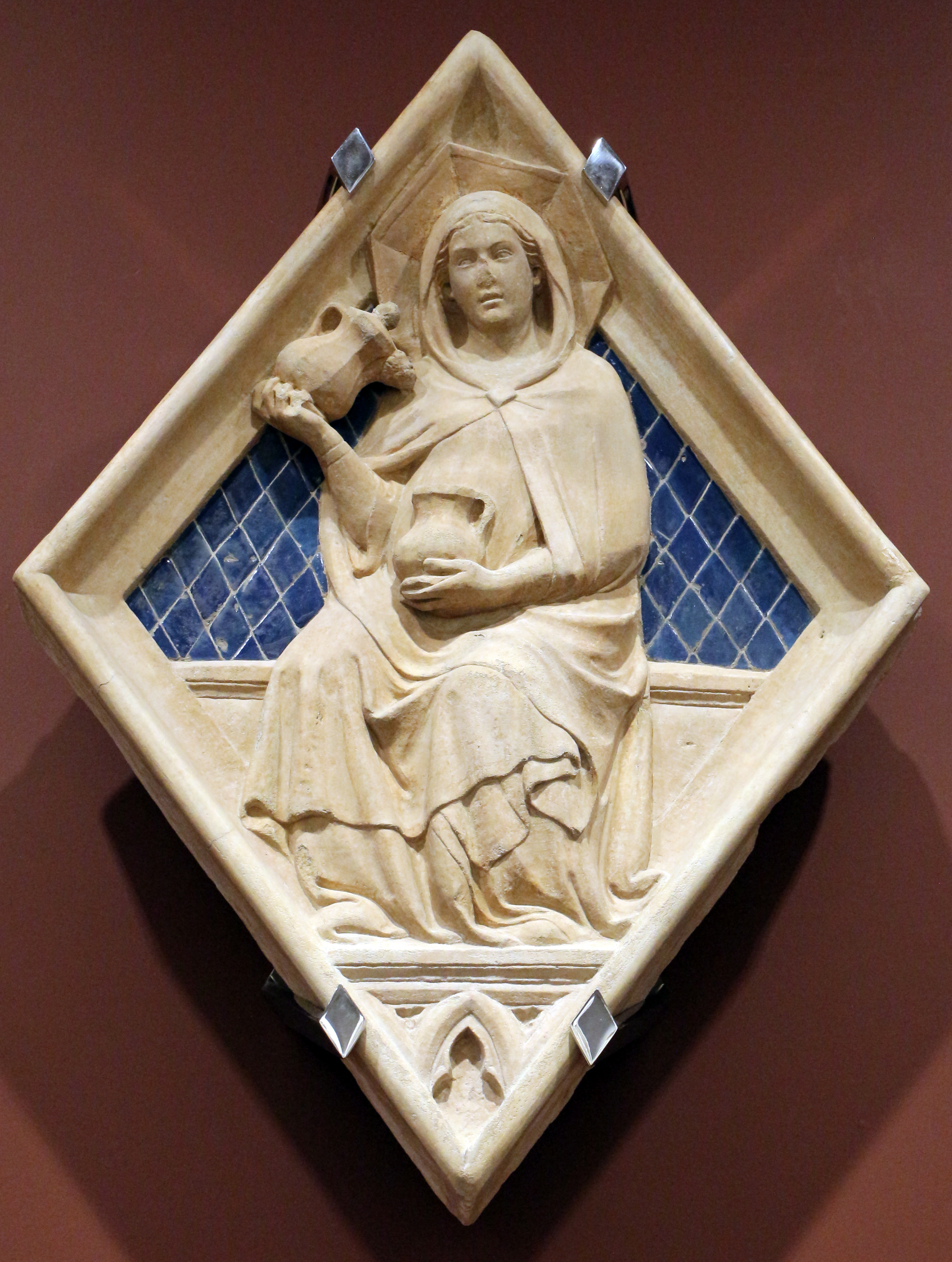
Temperantia – Płaskorzeźba w Dzwonnicy Giotta (ok. 1343-60). Postać rozcieńcza wino wodą, co symbolizuje umiar i trzeźwość

Chrześcijaństwo dokonało recepcji i głębokiego przekształcenia starożytnych koncepcji cnoty.
Wczesne chrześcijaństwo było niechętnie nastawione do dziedzictwa filozoficznego, stopniowo jednak dokonywało recepcji wybranych elementów, m.in. pojedynczych cnót, włączając je w swoje nauki moralne. Sophrosyne była szczególnie poważana przez chrześcijan, a jej pogańskie znaczenie wzbogacono o takie aspekty jak świętość (stgr. ἁγνεία – hagneia) i czystość (stgr. καθαρότης – katharotes). Sophrosyne miała pozwolić zbliżyć się do Boga poprzez surowe, ascetyczne życie. Ojcowie Kościoła szukali chrześcijańskich przykładów tej cnoty, odnajdując ją w takich postaciach jak Józef, Zuzanna, Judyta czy we fragmentach Nowego Testamentu (Mt 5,28 i 19,12, Łk 12,35-38). Odwoływało się do niej wiele z ośmiu błogosławieństw (Mt 5,3-10, Łk 6,20-21). Naczelnym przykładami tej cnoty byli Jezus oraz Maria.
Zachodnie chrześcijaństwo oddawało sophrosyne jako temperantia. W tej postaci stała się jedną z chrześcijańskich cnót kardynalnych. Jej rola rosła wraz z rozwojem monastycyzmu, gdzie uznawano ją za kluczową do zachowania ślubów zakonnych (czystości, ubóstwa i posłuszeństwa). Ta wysoka pozycja była jej przypisywana zarówno przez monastycyzm wschodni (Ewagriusz z Pontu), jak i zachodni (Jan Kasjan). Cnota ta była wymieniana również jako jedna z siedmiu cnót głównych, przeciwstawianych siedmiu grzechom głównym.
W średniowieczu za sprawą scholastyki powrócono do analizy starożytnych tekstów poświęconych tej cnocie (w szczególności pism Cycerona i jego komentatorów, np. Marcjanusa Kapelli). W oparciu o to rozwinęło się średniowieczne i nowożytne, chrześcijańskie ujęcie cnoty umiarkowania (temperantia), która nie tylko była cnotą moralną, ale i popularnym motywem w sztuce aż do czasów współczesnych.
Wraz z ponownym odkryciem pism Arystotelesa nawiązywano również do jego koncepcji sophrosyne, dokonując jej wyraźnego przekształcenia. Temperantia była nadal uznawana za jedną z czterech cnót kardynalnych i siedmiu cnót głównych, ale zaczęła być rozumiana w duchu Arystotelesa. Tomasz z Akwinu, za Stagirytą, widział w umiarkowaniu cnotę cielesną, pozwalającą kontrolować spożycie pokarmów, napojów i potrzeby seksualne. Zgodnie z tym, wydzielił trzy pochodne od temperantii cnoty: wstrzemięźliwość, trzeźwość oraz czystość. O ile wstrzemięźliwość i trzeźwość były cnotami umiaru i środka (podobnie jak u Arystotelesa), cnota czystości polegała na jak najdalszym ograniczaniu i kontrolowaniu popędu seksualnego

## Ikonografia
W starożytności sophrosyne nie była przedstawiana alegorycznie. Jej ikonografia jako jednej z chrześcijańskich cnót kardynalnych (temperantia) ukształtowała się w średniowieczu, a rozwinęła w nowożytności i była związana z kontrolowaniem cielesnych popędów. Temperantia była najczęściej przedstawiana jako kobieta mieszająca wodę z winem, wylewająca wodę na płomień lub trzymająca wędzidło .